# Портовая улица (Магадан)
Порто́вая улица — одна из старейших улиц города Магадана, возникшая в 1932 году как продолжение Колымского шоссе, ведущего в сторону бухты Нагаева. Название улице дал сооруженный тогда же первый причал магаданского морского порта.
Первые четыре дома, расположенные в начале (исторической части) улицы, построены в 1954 году, по заказу обкома и облисполкома только что (в 1953 году) образованной Магаданской области для партийных руководителей их семей.
4 марта 1960 года на улице Портовой был основан Северо-Восточный комплексный научно-исследовательский институт (СВКНИИ), ставший первым академическим институтом на Северо-Востоке страны. Сегодня институт по-прежнему занимается решением научных проблем в области археологии, истории, геологии и геофизики.
Постановлением Совета Министров РСФСР № 1761 от 22 ноября 1960 г. в Магадане по адресу Портовая, 13, создан Магаданский государственный педагогический институт (МГПИ), в дальнейшем преобразованный в Северный Международный университет (1992 г) и, позже, в Северо-Восточный государственный университет (2007 г).